# Плубале (кантон)
Плубале́ (фр. Ploubalay) — упраздненный кантон во Франции, в регионе Бретань, департамент Кот-д’Армор. Входил в состав округа Динан.
Код INSEE кантона — 2237. Всего в кантон Плубале входило 8 коммун, из них главной коммуной являлась Плубале.

## Коммуны кантона
| Коммуна            | Население, чел. (1999) | Почтовый индекс | Код INSEE |
| ------------------ | ---------------------- | --------------- | --------- |
| Лангроле-сюр-Ранс  | 679                    | 22490           | 22103     |
| Лансьё             | 1220                   | 22770           | 22094     |
| Плелен-Тригаву     | 2951                   | 22490           | 22190     |
| Плесси-Балиссон    | 83                     | 22650           | 22192     |
| Плубале            | 2385                   | 22650           | 22209     |
| Сен-Жакю-де-ла-Мер | 871                    | 22750           | 22302     |
| Трегон             | 260                    | 22650           | 22357     |
| Тремерёк           | 566                    | 22490           | 22368     |

## Население
Население кантона на 2006 год составляло 9 736 человек.
| 1962 | 1968 | 1975 | 1982 | 1990 | 1999  | 2006  | 2007 |
| ---- | ---- | ---- | ---- | ---- | ----- | ----- | ---- |
| -    | -    | -    | -    | -    | 9 015 | 9 736 | -    |